# Лестница Иакова

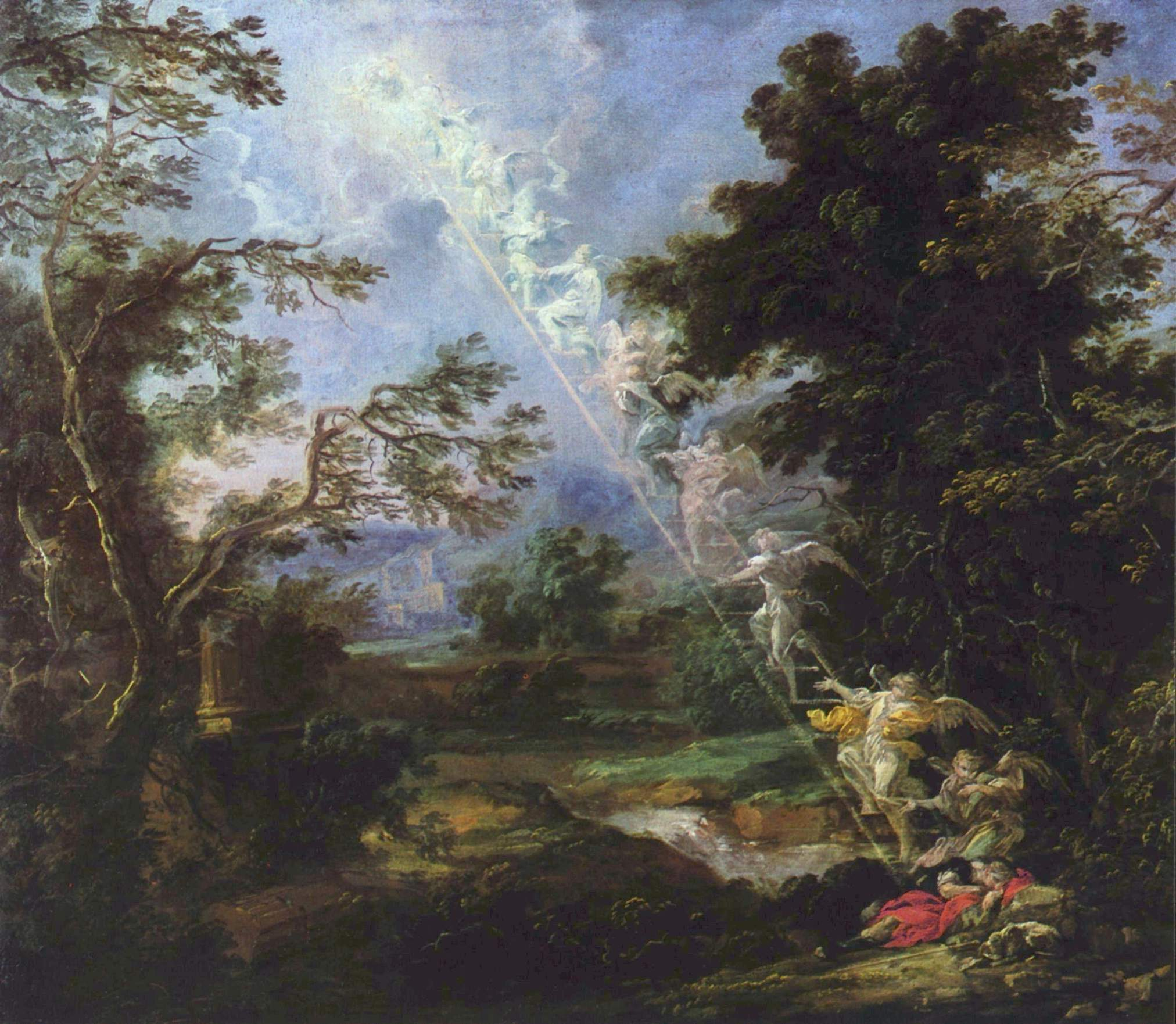
Пейзаж со сном Иакова, Михаэль Вильман, ок. 1691

Ле́стница Иа́кова (ивр. סולם יעקב‎, Sulam Yaakov) — лестница из сна Иакова, соединяющая Землю и Небо.

## В Библии
И увидел во сне: вот, лестница стоит на земле, а верх её касается неба; и вот, Ангелы Божии восходят и нисходят по ней. И вот, Господь стоит на ней и говорит: Я Господь, Бог Авраама, отца твоего, и Бог Исаака. Землю, на которой ты лежишь, Я дам тебе и потомству твоему; и будет потомство твое, как песок земной; и распространишься к морю и к востоку, и к северу и к полудню; и благословятся в тебе и в семени твоем все племена земные; и вот Я с тобою, и сохраню тебя везде, куда ты ни пойдешь; и возвращу тебя в сию землю, ибо Я не оставлю тебя, доколе не исполню того, что Я сказал тебе. Иаков пробудился от сна своего и сказал: истинно Господь присутствует на месте сем; а я не знал!
— Быт. 28:12—16
Проснувшись, Иаков возлил елей на камень, который лежал у него в изголовье, и объявил это место Домом Божьим (Бейт Эль, в русском переводе — Вефиль, ср. байтил) — Быт. 28:18—19.

## Богослужебное употребление
В православной традиции ветхозаветный рассказ о сновидении Иакова является одним из первых пророчеств о приходе на землю Христа, поскольку роль Божией Матери сравнима с лестницей, по которой Господь во плоти спускается на землю с небес. По этой причине принято прочитывать его на Всенощном бдении под богородичные праздники (см: паремии).

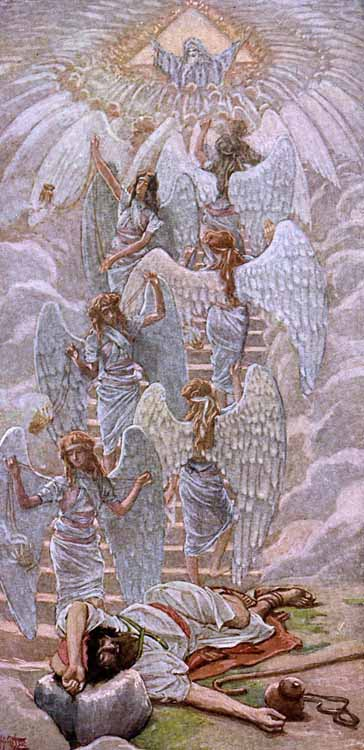
Лестница Иакова, Джеймс Тиссо, рисунок, 1890-е

## Апокриф «Лестница Иакова»
Лестница Иакова — русский переводной апокриф, основанный на библейском сюжете. В апокрифе приводится подробное описание увиденной Иаковом лестницы: у неё 12 ступеней и на каждой справа и слева лица, а на самом верху — «лице, акы человече, из огня иссечено». Приводится толкование данного видения: ангел разъясняет Иакову символику каждой из ступеней, а движение ангелов по лестнице трактуется как сошествие Христа на землю. Также сообщаются подробности о судьбе потомков Иакова.
«Лестница Иакова» входит в индексы запрещённых книг, начиная с Номоканона XV века. Её текст включён в состав Толковой Палеи и Полной Хронографической Палеи.

## Культурныеаллюзии
- «Лестница Иакова» — фильм 1990 года, режиссёр Эдриан Лайн, в главной роли Тим Роббинс.
- Космический лифт в аниме GUNNM носит название «Лестница Иакова».
- В эпизоде «Heavenly Puss» (рус. «Кот в раю») мультсериала «Том и Джерри» лестница представлена в виде эскалатора, увозящего Тома на небеса.
- «Лестница Якоба» — название шведской телепередачи, аналогичной советской телепередаче «Утренняя почта», в котором обыгрывается имя ведущего.
- Название физического опыта, в котором электрическая дуга, зажжённая между двумя прямыми электродами, расположенными в виде буквы V, поднимается вверх за счёт того, что нагретый газ в ней легче воздуха, затем, после достижения вершины, гаснет, а у основания системы электродов зажигается новая дуга. События повторяются циклически.
- Название старинной мексиканской механической игрушки, путём зрительной иллюзии имитирующей спуск деревянного бруска по лестнице, в то время как на самом деле ничего не спускается, а бруски просто переворачиваются один за другим.
- В сериале «Остаться в живых» хранителя острова зовут Джейкоб (англ. транскрипция имени Иаков — Jacob), в нескольких сериях присутствует и лестница Джейкоба.
- «Лестница Якова» — роман Людмилы Улицкой (2015).
- «Лестница Якова» — трап с деревянными балясинами и тросовыми тетивами; трап на бом-брам-стеньгу, с задней ее стороны; трап к вороньему гнезду[5].
- Лестница Иакова (как лестница на небеса), очевидно, присутствует в названии композиции «Stairway to Heaven» британской рок-группы Led Zeppelin. Вместе с тем, сам текст песни никак не связан с библейским сюжетом и наполнен сложными психоделическими и языческими аллюзиями.
- Бесконечная уходящая в небо лестница, по которой главный герой покидает мир, используется как художественный прием в фильме «Тот самый Мюнхгаузен».